# Dichelonyx picea
Dichelonyx picea är en skalbaggsart som beskrevs av Horn 1894. Dichelonyx picea ingår i släktet Dichelonyx och familjen Melolonthidae. Inga underarter finns listade i Catalogue of Life.